# San Vicente del Raspeig
San Vicente del Raspeig (em castelhano) ou Sant Vicent del Raspeig (em valenciano) é um município da Espanha na província de Alicante, Comunidade Valenciana. Tem 40,55 km² de área e em 2021 tinha 58 912 habitantes (densidade: 1 452,8 hab./km²).

## Demografia
| Variação demográfica do município entre 1991 e 2004 | Variação demográfica do município entre 1991 e 2004 | Variação demográfica do município entre 1991 e 2004 | Variação demográfica do município entre 1991 e 2004 |
| --------------------------------------------------- | --------------------------------------------------- | --------------------------------------------------- | --------------------------------------------------- |
| 1991                                                | 1996                                                | 2001                                                | 2004                                                |
| 29225                                               | 34986                                               | 39666                                               | 44226                                               |